# Hyōjōshū
El Hyōjōshū (評定衆?) fue el Consejo de Estado que existió durante el shogunato Kamakura y el shogunato Ashikaga de Japón. Dentro del sistema bakufu, el Hyōjōshū era un órgano parlamentario, administrativo y judicial de alto nivel, del cual participaban los estadistas, guerreros y eruditos más importantes. Solo por encima del Hyōjōshū se encontraba el shōgun, su regente (shikken) y su respectivo consignatario (rensho).
Si bien, el Hyōjōshū era un prototipo de parlamento, las decisiones más significativas estaban supeditadas por el shikken, incluyendo la convocación de las reuniones, la toma de decisiones judiciales y el nombramiento o remoción de los miembros; por lo que no era un órgano independiente, y estaba bajo los designios del clan Hōjō, quien también controlaba los puestos claves del shogunato.

## Historia

### Shogunato Kamakura

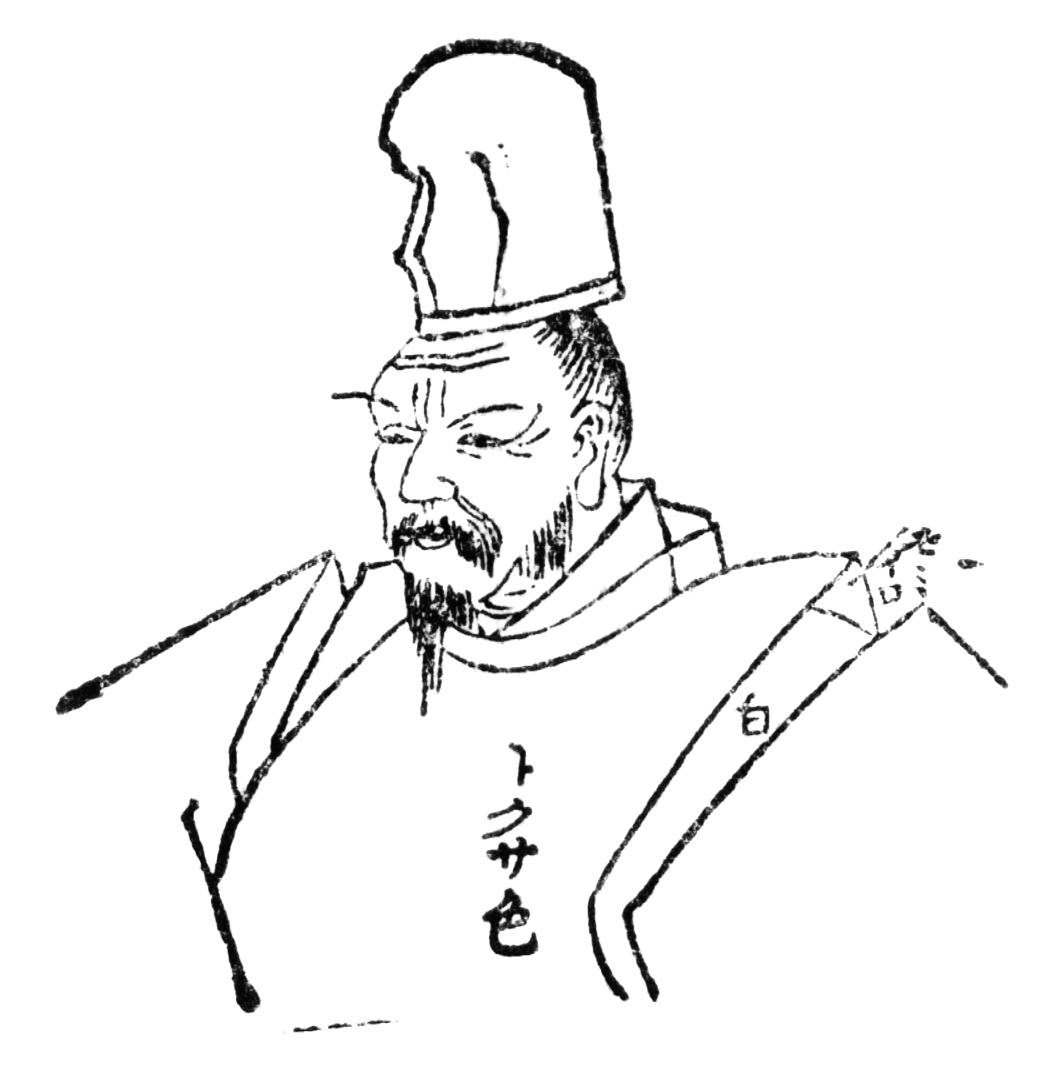
Hōjō Yasutoki, regente del shogunato Kamakura y creador del Hyōjōshū en 1225.

Este órgano fue creado en 1225 por el shikken Hōjō Yasutoki, como un reemplazo del Jūsannin no Gōgisei («sistema del consejo de 13 hombres»?) que había sido fundado por el shōgun Minamoto no Yoritomo en 1199. La diferencia con el Hyōjōshū es que fue un órgano consultivo que representaba las voces de los vasallos del shogunato, ampliando el poder efectivo del gobierno militar. Las decisiones se tomaban con el voto mayoritario.
Inicialmente, el cuerpo estaba conformado por 11 miembros, con aumentos progresivos desde 1232: en 1242 lo conformaban 19 miembros, y en 1284 aumentó a 28 miembros. Todos los integrantes del Hyōjōshū eran hombres adultos con experiencia en asuntos del shogunato. De los 11 miembros iniciales, ocho fueron burócratas (tres miembros del clan Miyoshi, dos del clan Nikaidō y el resto de otros clanes aliados a Yasutoki), y los otros tres fueron guerreros asociados con el shogunato.
A pesar de que en la fase inicial del órgano existían más burócratas que guerreros por razones prácticas, eventualmente en el acrecentamiento del Hyōjōshū hacia la década de 1230, se permitió el ingreso de más guerreros, sobre todo de clanes que no tenían voz en el shogunato como Chiba, Sasaki, Yūki, Koyama, Mutō o Ashikaga. Sin embargo, esto generó problemas con la adaptación de los samuráis en un entorno burocrático, donde era común que los guerreros renunciaban a la brevedad del Hyōjōshū, llegando a existir casos como el del samurái Yūki Tomomitsu en 1235, que renunció por su incapacidad de discernir en los asuntos del consejo.
Si bien, los burócratas estaban en una mejor posición como miembros del Hyōjōshū que los guerreros (algunos durando alrededor de una década), Yasutoki mantuvo la idea de tener representación de los guerreros en el consejo, pero en 1239 los guerreros provenían de su propio clan. En ese año, se hicieron designaciones a tres burócratas y cinco guerreros, cuatro de ellos pertenecientes al clan Hōjō y el quinto era Adachi Yoshikage, primer miembro de ese clan en ingresar al consejo, pero muy aliado a los Hōjō. El punto de quiebre fue que uno de los Hōjō recién nombrados era un joven de 17 años y sin experiencia, Hōjō Tsunetoki, quien estaba destinado a ser el próximo regente; eso provocó la furia de los otros miembros ya que estaba sobrepasando la representación del clan Hōjō en el consejo, con miembros que no precisamente eran eruditos o expertos en la materia.
Durante la regencia de Yasutoki, el Hyōjōshū se mantuvo como un órgano administrativo y judicial funcional, pero con la muerte de este en 1242 hizo aflorar los resentimientos de otros clanes sobre los Hōjō. En 1246 Tsunetoki traspasó de manera secreta el cargo de regente a su hermano Hōjō Tokiyori, generando un ambiente de insatisfacción y desencadenó un intento de golpe planificado por el antiguo shogun Kujō Yoritsune, pero que Tokiyori logró aplastar, y en la purga posterior destituyó a cuatro miembros del Hyōjōshū, incluyendo un fundador Gotō Mototsuna. En 1247, el clan Miura, que tenía cierta influencia partisana en el consejo, se rebeló contra Tokiyori, pero fueron derrotados y purgados.
Después de 1247, los burócratas seguían siendo nombrados en el Hyōjōshū por meritocracia, mientras que los guerreros debían aceptar su rol dentro de un ambiente dominado totalmente por el clan Hōjō; sin embargo, surgieron dos nuevos cambios. En 1248, los miembros del Hyōjōshū fueron divididos en miembros junior y senior bajo el control del shikken o del rensho, tomando como criterio la edad y la experiencia del miembro. El regente podía tener reuniones tanto con cada sección por separado o como en conjunto. Luego, en 1249, Tokiyori creó el Hikitsukeshū, que se convertiría en un órgano judicial de respaldo del Hyōjōshū, que recibía una mayor cantidad de demandas judiciales. El Hikitsukeshū estaba conformado inicialmente por miembros selectos del Hyōjōshū y otros exclusivos del Hikitsukeshū, divididos entre tres y seis tribunales, que se encargaban de establecer los hechos del caso y éstos lo pasaban al Hyōjōshū que hacía la interpretación de las leyes, haciendo más expedito el manejo judicial.
Con estos cambios, el Hyōjōshū aumentó su capacidad administrativa pero apuntaló el dominio del clan Hōjō, minimizando cualquier oposición política. De los miembros del clan Hōjō representados en el consejo, técnicamente eran voceros del regente, y estaban representados más que todo por una sensación de unidad familiar. No obstante, generó un punto de discordancia sobre el carácter consultivo del Hyōjōshū.
Con la aparición del yoriai en 1277, que eran reuniones privadas hechas por miembros del clan Hōjō y sus vasallos en la residencia del jefe principal del clan (tokusō) sobre asuntos del shogunato, agudizó el carácter absolutista del clan y erosionó más tanto al Hyōjōshū como al Hikitsukeshū. El yoriai se convirtió en un órgano extraoficial del shogunato, ya que habían miembros del Hyōjōshū que asistían a las reuniones, pero también habían miembros no participantes del consejo (en especial vasallos fieles al Hōjō), que estaban asistiendo y tomando decisiones.
Con el fortalecimiento del yoriai, el Hyōjōshū eventualmente se convirtió en una mera fachada durante la segunda mitad del shogunato. Finalmente el consejo, al igual que las otras instituciones fundadas y dominadas por el clan Hōjō, desapareció junto con la destrucción del shogunato Kamakura en 1333.

### Shogunato Ashikaga
Durante el shogunato Ashikaga, se restauró el concepto de consejo consultivo usado en el shogunato Kamakura, pero esta vez dominado por el clan Ashikaga, quienes eran el nuevo clan dominante. Empero, estuvo dividido en dos órganos: el Shikihyōjōshū (式評定衆?), conformado por los jefes de los clanes aliados al Ashikaga como el clan Kira y el clan Hatakeyama; y el Shussehyōjōshū (出世評定衆?), conformado por miembros de otros clanes. El órgano consultivo durante el Ashikaga fue muy débil y ensombrecido por el clan dominante.

## Miembros durante el shogunato Kamakura
Miembros fundadores
1. Chūjō Ienaga (diciembre 1225 - agosto 1236)
2. Nikaidō Yukimura (diciembre 1225 - febrero 1238)
3. Machino (Miyoshi) Yasutoshi (diciembre 1225 - junio 1238)
4. Saitō Nagasada (diciembre 1225 - octubre 1239)
5. Miura Yoshimura (diciembre 1225 - diciembre 1239)
6. Satō Naritoki (diciembre 1225 - mayo 1241)
7. Yano (Miyoshi) Tomoshige (diciembre 1225 - junio 1244)
8. Gotō Mototsuna (diciembre 1225 - junio 1246)
9. Nakahara no Morokazu (diciembre 1225 - junio 1251)
10. Nikaidō Yukimori (diciembre 1225 - diciembre 1253)
11. Ōta (Miyoshi) Yasutsura (diciembre 1225 - octubre 1256)

Adiciones
- Mōri Suemitsu (noviembre 1233 - junio 1247)
- Tsuchiya Munemitsu (1234 - mayo 1235)
- Sasaki Nobutsuna (enero 1234 - septiembre 1236)
- Kanō Tamesuke (junio 1234 - junio 1246)
- Yūki Tomomitsu (mayo 1235 - junio 1235)
- Hōjō Tomotoki (septiembre 1236 - septiembre 1236)
- Kiyohara Sueji (1236 - septiembre 1243)
- Hōjō Suketoki (abril 1237 - mayo 1251)
- Machino Yasumochi (1238 - junio 1246)
- Miura Yasumura (abril 1238 - junio 1247)
- Nikaidō Yukiyoshi (abril 1238 - enero 1268)
- Nikaidō Motoyuki (1239 - diciembre 1240)
- Adachi Yoshikage (1239 - junio 1253)
- Hōjō Tomonao (1239 - mayo de 1264)
- Hōjō Masamura (octubre 1239 - marzo 1256)
- Kiyohara Mitsusada (1239 - noviembre 1263)
- Hōjō Tsunetoki (junio 1241 - junio 1242)
- Hōjō Aritoki (junio 1241 - 1243)
- Nagai Yasuhide (junio 1241 - diciembre 1253)
- Utsunomiya Yasutsuna (1243 - noviembre 1261)
- Chiba Hidetane (1244 - junio 1246)
- Miura Mitsumune (1244 - junio 1247)
- Iga Mitsumune (1244 - enero 1257)
- Yano (Miyoshi) Tomonaga (diciembre 1244 - febrero 1273)
- Mōri Tadanari (1245 - junio 1247)
- Hōjō Tokiaki (julio 1247 - febrero 1272)
- Nikaidō Yukihisa (julio 1249 - marzo 1261)
- Hōjō Sanetoki (febrero 1253 - octubre 1276)
- Hōjō Nagatoki (junio 1256 - noviembre 1256)
- Adachi Yasumori (junio 1256 - noviembre 1285)
- Ōta (Miyoshi) Yasumune (1258 - marzo 1262)
- Nikaidō Yukikata (septiembre 1259 - diciembre 1264)
- Nikaidō Yukiyasu (1259 - octubre 1265)
- Mutō Kageyori (septiembre 1259 - agosto 1267)
- Ōta (Miyoshi) Yasuari (junio 1262 - diciembre 1282)
- Nikaidō Yukitsuna (abril 1264 - junio 1281)
- Nikaidō Yukitada (abril 1264 - noviembre 1290)
- Oda Tokiie (noviembre 1264 - febrero 1271)
- Nakahara Morotsura (noviembre 1264 - marzo 1271)
- Hōjō Noritoki (junio 1265 - febrero 1272)
- Hōjō Tokihiro (junio 1265 - junio 1275)
- Nagai Tokihide (junio 1265 - abril 1284)
- Sasaki Ujinobu (diciembre 1266 - abril 1284)
- Hōjō Yoshimasa (noviembre 1267 - junio 1273)
- Adachi Tokimori (noviembre 1267 - septiembre 1276)
- Hōjō Tokimura (octubre 1270 - diciembre 1277)
- Nikaidō Yukiari (octubre 1270 - abril 1284)
- Hōjō Munemasa (octubre 1272 - agosto 1281)
- Utsunomiya Kagetsuna (junio 1273 - enero 1298)
- Hōjō Kimitoki (junio 1273 - diciembre 1295)
- Hōjō Nobutoki (septiembre 1273 - agosto 1287)
- Hōjō Naritoki (marzo 1276 - abril 1284)
- Yano (Miyoshi) Mototsune (abril 1276 - 1284)
- Satō Naritsura (abril 1276 - abril 1287)
- Hōjō Yoshimune (junio 1277 - agosto 1277)
- Hōjō Akitoki (febrero 1278 - noviembre 1285)
- Settsu Chikamune (febrero 1278 - abril 1303)
- Adachi Akimori (marzo 1278 - febrero 1280)
- Hōjō Tokimoto (marzo 1278 - abril 1298)
- Nikaidō Yoritsuna (febrero 1282 - octubre 1283)
- Adachi Munekage (febrero 1282 - noviembre 1285)
- Sasaki Tokikiyo (junio 1283 - 1295)
- Hōjō Masanaga (enero 1284 - julio 1301)
- Hōjō Tokikane (junio 1286 - junio 1296)
- Hōjō Munenobu (octubre 1287 - julio 1297)
- Hōjō Morifusa (octubre 1287 - febrero 1288)
- Hōjō Tokimura (diciembre 1287 - agosto 1301)
- Hōjō Morotoki (mayo 1293 - agosto 1301)
- Hōjō Akitoki (octubre 1293 - abril 1298)
- Nagai Munehide (octubre 1293 - julio 1310)
- Ōta (Miyoshi) Tokitsura (diciembre 1293 - 1300)
- Hōjō Tokikane (marzo 1295 - junio 1296)
- Hōjō Tanetoki (mayo 1295 - septiembre 1295)
- Sasaki Munetsuna (1295 - septiembre 1297)
- Nikaidō Moritsuna (1295 - desconocido)
- Yano (Miyoshi) Tomokage (1295 - desconocido)
- Nikaidō Yukifuji (1295 - agosto 1302)
- Hōjō Muneyasu (abril 1298 - agosto 1305)
- Hōjō Hisatoki (abril 1298 - enero 1307)
- Hōjō Munekata (diciembre 1300 - mayo 1305)
- Hōjō Tokiie (agosto 1301 - septiembre 1304)
- Hōjō Hirotoki (agosto 1301 - octubre 1311)
- Hōjō Munenobu (febrero 1302 - julio 1305)
- Hōjō Naritoki (abril 1303 - julio 1313)
- Hōjō Mototoki (agosto 1305 - julio 1313)
- Hōjō Koresada (agosto 1306 - septiembre 1315)
- Hōjō Kunitoki (enero 1307 - 1313)
- Hōjō Akizane (enero 1307 - marzo 1327)
- Hōjō Sadafusa (diciembre 1307 - noviembre 1308)
- Hōjō Sadaaki (marzo 1309 - junio 1310)
- Hōjō Tokitoshi (julio 1310 - desconocido)
- Hōjō Moritoki (junio 1311 - abril 1326)
- Hōjō Sadanobu (julio 1313 - mayo 1320)
- Hōjō Sadanori (diciembre 1317 - junio 1319)
- Hōjō Sadayuki (junio 1318 - noviembre 1324)
- Hōjō Sadanao (mayo 1320 - mayo 1333)
- Hōjō Norisada (diciembre 1320 - noviembre 1321)
- Hōjō Tokiharu (1320 - diciembre 1330)
- Hōjō Koresada (octubre 1324 - abril 1326)
- Hōjō Shigetoki (mayo 1326 - julio 1330)
- Hōjō Takaie (desconocido - marzo 1326)
- Hōjō Fujitoki (desconocido - marzo 1326)
- Hōjō Toshitoki (desconocido - mayo 1333)
- Hōjō Ietoki (desconocido - mayo 1333)
- Nagasaki Takasuke (desconocido - mayo 1333)
- Hōjō Sadafuyu (diciembre 1329 - mayo 1333)
- Hōjō Sadayuki (julio 1330 - mayo 1333)
- Hōjō Norisada (diciembre 1330 - mayo 1333)
- Hōjō Tokishige (1331 - mayo 1333)